# Sprey Island
Sprey Island (englisch; bulgarisch остров Спрей ostrow Sprej, deutsch ‚Sprühflascheninsel‘) ist eine größtenteils vereiste, in südwest-nordöstlicher Ausrichtung 1,23 km lange und 460 m breite Insel in der Gruppe der Dannebrog-Inseln im Wilhelm-Archipel vor der Graham-Küste des Grahamlands auf der Antarktischen Halbinsel. Sie liegt 124 m südlich von Shut Island, 2,4 km westnordwestlich von Taralezh Island, 640 m nordnordwestlich von Bodloperka Island und 1,64 km östlich von Skoba Island.
Britische Wissenschaftler kartierten sie 2001. Die bulgarische Kommission für Antarktische Geographische Namen benannte sie 2020 deskriptiv nach ihrer Ähnlichkeit mit einer Sprühflasche.